# Nokia 5700
Nokia 5700 — смартфон компании Nokia. Относится к линейке XpressMusic. Модель 2007 года. В ней Nokia второй раз (после 3250) использовала поворотный механизм, при котором клавиатуру можно поворачивать, и она превращается в камеру или панель управления плеером. Механизм более надежный, чем на 3250, в котором используются герконовые датчики.

## Характеристики
- Вес: 115 г
- Стандарты: GSM 900/1800/1900 UMTS 2100
- Экран: 2.2", TFT, 240х320 точек, 16 млн цветов, зеркальная подложка
- процессор: ARM 11, 369 MHz
- Габариты: 108.2x50.5x17.3 мм
- Беспроводные интерфейсы: Bluetooth ver. 2.0 (EDR), ИК-порт, EDGE (до 296 кбит/с), 3G (до 384 кбит/с)
- Проводное подключение: miniUSB ver. 2.0
- Фото-/Видеокамера: 2.0 Мпикс (1600x1200) с 4-кратным цифровым зумом и возможностью записи видеороликов в формате MPEG-4 c разрешением 320х240, светодиодная вспышка
- Мультимедиа: GPRS-Радио, цифровой аудиоплеер (Поддерживаемые форматы MP3, AAC, AAC+, eAAC+, WMA), видеоплеер (поддерживаемые форматы MPEG-4 SP и MPEG-4 AVC)
- 35 МБ встроенной памяти
- 64 MB SDRAM, 128 MB ROM
- Слоты расширения: MicroSD (до 2ГБ — по официальным данным с сайта компании, возможно использовать карты до 8 Гб фактически до 32Гб
- Операционная система: Symbian (v9.2, S60, 3rd Edition, Feature Pack 1)
- Батарея: Съемный литий-полимерный аккумулятор ёмкостью 900 мАч
- Время работы в режиме разговора: до 3,5 ч
- Время работы в режиме воспроизведения музыки: до 10 ч
- Время в режиме ожидания: до 12 дней
- Цвета: чёрный, красный, серый, цвета хаки